# Bowling Green, Ohio
Bowling Green är administrativ huvudort i Wood County i delstaten Ohio. Orten har fått sitt namn efter Bowling Green i Kentucky. Enligt 2010 års folkräkning hade Bowling Green 30 028 invånare. Bowling Green är säte för Bowling Green State University.